# Uematsu Nobuo
Uematsu Nobuo (植松伸夫 Thực Tùng Thân Phu) sinh ngày 21 tháng 3 năm 1959, là một nhà soạn nhạc nổi tiếng người Nhật Bản. Ông nổi tiếng với chức danh nhà soạn nhạc chính trong loạt trò chơi điện tử Final Fantasy. Đối với hàng triệu người chơi trên thế giới, ông là người được tôn trọng bậc nhất. Hiện nay ông là nhạc sĩ tự do và có công ty riêng.
Với Nobuo, thần tượng của ông là Elton John. Ông bắt đầu chơi Piano khi lên mười hai tuổi.Sau đó ông gia nhập và làm việc cho Square Soft (sau này là Square Enix) vào năm 1985.Tại đây ông được làm việc với Sakaguchi Hironobu, hai người đã cùng nhau hợp tác và được nhiều thành công. Điển hình là các dự án âm nhạc cho loạt trò chơi điện tử Final Fantasy. Sau thời gian làm việc gần 20 năm cho Square Soft. Vào năm 2004 ông rời khỏi Square Soft (lúc này đã là Square Enix) tự lập công ty riêng có tên là Smile Please và sau này là công ty sản xuất âm nhạc Dog Ear Records. Lúc này, ông sáng tác nhạc với tư cách là một nhạc sĩ tự do cho các trò chơi được phát triển bởi Square Enix và công ty phát triển trò chơi của Sakaguchi có tên là Mistwalker.
Có rất nhiều tác phẩm của ông đã được phát hành thành album trên toàn thế giới. Ngoài ra, nhiều tác phẩm còn được biểu diễn trong các buổi hòa nhạc. Trong đó,có nhưng tác phẩm là nhạc đệm trong các loạt trò chơi điện tử Final Fantasy. Ông cũng đã từng làm việc với Arnie Roth trong một số buổi hòa nhạc trên. Vào năm 2002, ông thành lập một ban nhạc rock có tên là The Black Mages cùng với 2 đồng nghiệp là Fukui Kenichiro và Sekito Tsuyoshi. Trong ban nhạc The Black Mages, Nobuo là người chơi Organ. Ban nhạc này từng được bố trí để thể hiện các tác phẩm thể loại rock của các bài nhạc đệm trong Final Fantasy.

## Âm nhạc trong game Final Fantasy
Square Soft và nay là Square Enix hiện đã và đang sản xuất một loạt game nhập vai được xem như huyền thoại của các game nhập vai, đó là loạt game Final Fantasy, đến nay đã ra bản thứ 15 (Final Fantasy XV). Loạt game này thành công thì có 50% là do phần âm nhạc.Trong đó,vào các phiên bản từ Final Fantasy X trở về trước đều mang đậm dấu ấn của Uematsu Nobuo. Tên tuổi của ông được hình thành từ đây.Các bài hát hoặc soundtracks trong game lôi cuốn và làm mê đắm biết bao nhiêu thế hệ game thủ trên thế giới.
Các phiên bản Final Fantasy từ Final Fantasy I cho đến Final Fantasy VII đều không có ca khúc chủ đề, nhưng các đoạn soundtracks và các hiệu ứng âm thanh trong các game trên thì không thể chê vào đâu được. Còn Final Fantasy từ phiên bản thứ 8 (Final Fantasy VIII) cho đến phiên bản thứ 10 (Final Fantasy X) đều có ca khúc chủ đề do chính Uematsu Nobuo sáng tác. Những bài hát trên trở thành bất hủ, dù game đã trải qua hơn 10 năm,nhưng chúng vẫn giữ được vị trí cao trong lòng các game thủ, hoặc thậm chí những người chưa chơi qua game này.

## Các phiên bản Final Fantasy có nhạc chủ đề do Uematsu Nobuo biên soạn
| Tên Game           | Năm sản xuất | Tên bài hát      | Ca sĩ thể hiện         |
| ------------------ | ------------ | ---------------- | ---------------------- |
| Final Fantasy VIII | 1999         | Eyes On Me       | Vương Phi              |
| Final Fantasy IX   | 2000         | Melodies of Life | Shiratori Emiko        |
| Final Fantasy X    | 2001         | Suteki Da Ne     | Rikki (Nakano Ritsuki) |

## Thành tích
| Dự Án Game     | Dự Án Game                                  | Dự Án Game              | Dự Án Game                                          |
| Năm            | Tên Game                                    | Vai trò                 | Cộng tác                                            |
| -------------- | ------------------------------------------- | ----------------------- | --------------------------------------------------- |
| 1985           | Genesis                                     | Soạn Nhạc               |                                                     |
| 1986           | Cruise Chaser Blassty                       | Soạn Nhạc               |                                                     |
| 1986           | Alpha                                       | Composition/arrangement |                                                     |
| 1986           | King's Knight                               | Soạn Nhạc               |                                                     |
| 1986           | Suishō no Dragon                            | Soạn Nhạc               |                                                     |
| 1987           | 3-D WorldRunner                             | Soạn Nhạc               |                                                     |
| 1987           | Apple Town Story                            | Soạn Nhạc               |                                                     |
| 1987           | Aliens                                      | Soạn Nhạc               |                                                     |
| 1987           | Cleopatra no Mahou                          | Soạn Nhạc               |                                                     |
| 1987           | Rad Racer                                   | Soạn Nhạc               |                                                     |
| 1987           | JJ                                          | Soạn Nhạc               |                                                     |
| 1987           | Nakayama Miho no Tokimeki High School       | Soạn Nhạc               |                                                     |
| 1987           | Final Fantasy                               | Soạn Nhạc               |                                                     |
| 1988           | Hanjuku Hero                                | Soạn Nhạc               |                                                     |
| 1988           | Final Fantasy II                            | Soạn Nhạc               |                                                     |
| 1989           | Square's Tom Sawyer                         | Soạn Nhạc               |                                                     |
| 1989           | The Final Fantasy Legend                    | Soạn Nhạc               |                                                     |
| 1990           | Final Fantasy III                           | Soạn Nhạc               |                                                     |
| 1990           | Final Fantasy Legend II                     | Soạn Nhạc               | Kenji Ito                                           |
| 1991           | Final Fantasy IV                            | Soạn Nhạc               |                                                     |
| 1992           | Final Fantasy V                             | Soạn Nhạc               |                                                     |
| 1993           | Romancing SaGa 2                            | Soạn Nhạc               | Kenji Ito                                           |
| 1994           | Final Fantasy VI                            | Soạn Nhạc               |                                                     |
| 1995           | Chrono Trigger                              | Soạn Nhạc               | Yasunori Mitsuda và Noriko Matsueda                 |
| 1996           | Front Mission: Gun Hazard                   | Soạn Nhạc               | Yasunori Mitsuda, Masashi Hamauzu, and Junya Nakano |
| 1996           | DynamiTracer                                | Soạn Nhạc               |                                                     |
| 1997           | Final Fantasy VII                           | Soạn Nhạc               |                                                     |
| 1999           | Final Fantasy VIII                          | Soạn Nhạc               |                                                     |
| 2000           | Final Fantasy IX                            | Soạn Nhạc               |                                                     |
| 2001           | Final Fantasy X                             | Soạn Nhạc               | Masashi Hamauzu and Junya Nakano                    |
| 2002           | Final Fantasy XI                            | Soạn Nhạc               | Naoshi Mizuta và Kumi Tanioka                       |
| 2003           | Final Fantasy Tactics Advance               | Soạn Nhạc               | Hitoshi Sakimoto, Kaori Ohkoshi, and Ayako Saso     |
| 2003           | Hanjuku Hero Tai 3D                         | Soạn Nhạc               |                                                     |
| 2005           | Hanjuku Hero 4: 7-Jin no Hanjuku Hero       | Soạn Nhạc               | Kenji Ito                                           |
| 2005           | Egg Monster Hero                            | Soạn Nhạc               |                                                     |
| 2006           | Final Fantasy XII                           | Soạn Nhạc               | Hitoshi Sakimoto                                    |
| 2006           | Blue Dragon                                 | Soạn Nhạc               |                                                     |
| 2007           | Anata o Yurusanai                           | Soạn Nhạc               | Kenji Ito                                           |
| 2007           | Lost Odyssey                                | Soạn Nhạc               |                                                     |
| 2008           | Super Smash Bros. Brawl                     | Soạn Nhạc               | several others                                      |
| 2008           | Lord of Vermilion                           | Soạn Nhạc               |                                                     |
| 2008           | Blue Dragon Plus                            | Soạn Nhạc               |                                                     |
| 2008           | Away Shuffle Dungeon                        | Soạn Nhạc               |                                                     |
| 2008           | Cry On (canceled)                           | Soạn Nhạc               |                                                     |
| 2009           | Sakura Note                                 | Soạn Nhạc               |                                                     |
| 2009           | Kurulin Fusion                              | Soạn Nhạc               |                                                     |
| 2010           | Final Fantasy XIV                           | Soạn Nhạc               |                                                     |
| TBA            | Fantasy Life                                | Soạn Nhạc               |                                                     |
| Công việc khác |                                             |                         |                                                     |
| Năm            | Công việc                                   | Vai trò                 | Cộng tác                                            |
| 1994           | Phantasmagoria                              | Soạn Nhạc               |                                                     |
| 1998           | Ten Plants                                  | Soạn Nhạc               | nhiều người                                         |
| 1999           | Ten Plants 2 Children Songs                 | Soạn Nhạc               | nhiều người                                         |
| 2000           | Ah! My Goddess: The Movie                   | Soạn Nhạc               | Shiro Hamaguchi                                     |
| 2000           | Final Fantasy IX Original Soundtrack PLUS   | Soạn Nhạc               |                                                     |
| 2001           | Final Fantasy: Unlimited                    | Soạn Nhạc               | Shiro Hamaguchi và Akifumi Tada                     |
| 2003           | The Black Mages                             | Soạn Nhạc               |                                                     |
| 2004           | The Black Mages II: The Skies Above         | Soạn Nhạc               |                                                     |
| 2005           | Final Fantasy VII Advent Children           | Soạn Nhạc               | Keiji Kawamori, Kenichiro Fukui, và Tsuyoshi Sekito |
| 2008           | The Black Mages III: Darkness and Starlight | Soạn Nhạc               |                                                     |
| 2009           | Guin Saga                                   | Soạn Nhạc               |                                                     |
| 2010           | 10 Stories                                  | Soạn Nhạc               |                                                     |